# شیان اچ-۸
شیان اچ-۸ (به انگلیسی: Xian H-8) یک هواگرد ساختِ کارخانهٔ شرکت صنعتی هواگردسازی شیان در کشور جمهوری خلق چین است. نخستین استفاده‌کنندهٔ این هواگرد نیروی هوایی ارتش آزادی‌بخش خلق بوده‌است. این هواگرد برای نخستین بار در ۱۹۷۸ میلادی مورد استفاده قرار گرفت.